# Gordini

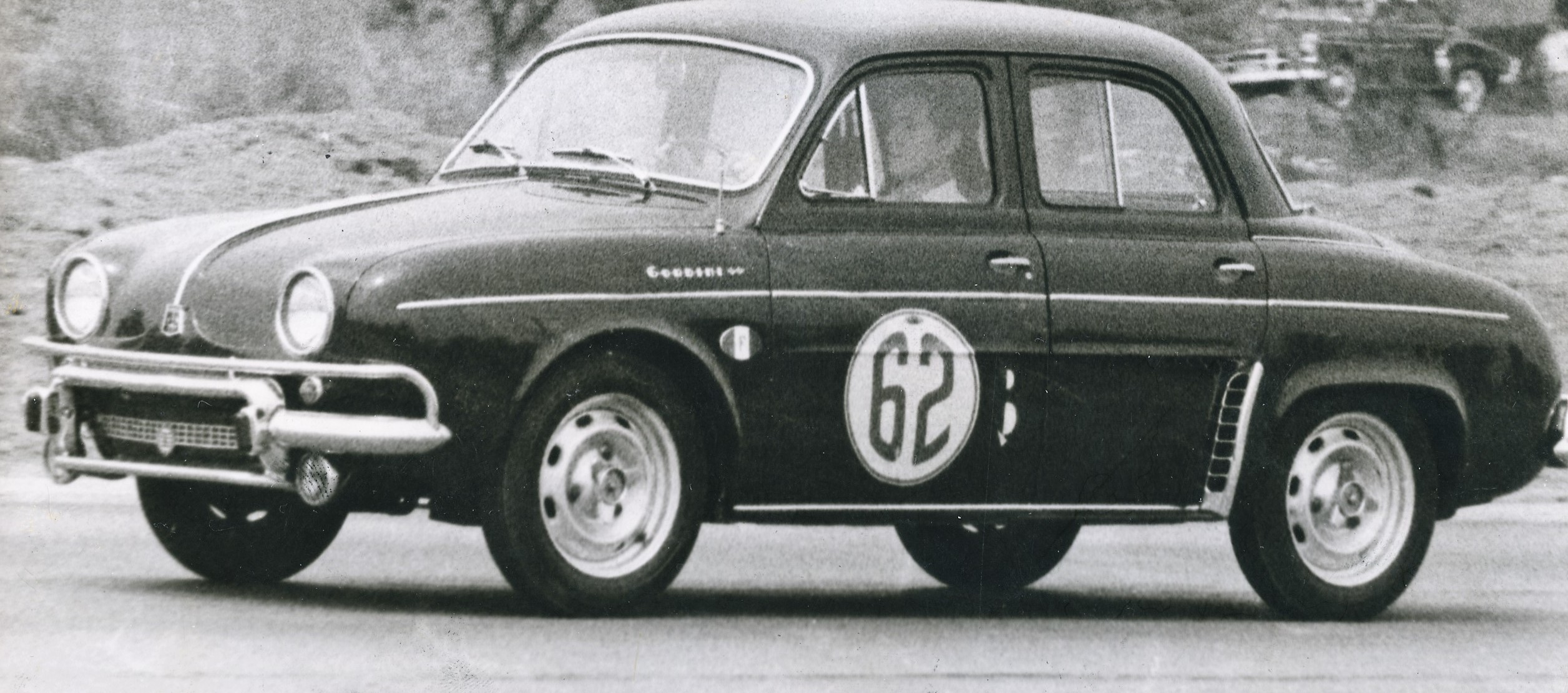
Gordini 62 pilotado por Jorge Cláudio Schuback, em 24 de novembro de 1963.

A Gordini é uma divisão da Renault Sport Technologies (Renault Sport). No passado ela foi uma fabricante e preparadora de carros esportivos, fundada em 1946 por Amédée Gordini, apelidado de "Le Sorcier" ("O bruxo"). A Gordini tornou-se uma divisão da Renault em 1968, e da Renault Sport em 1976. Em 1 de janeiro de 1976, René Vuaillat tornou-se diretor de Gordini.

## Ligações Externas
- La Renault 8 Gordini sur RacingSportsCars (parcial) (em francês)
- La Renault 12 Gordini sur RacingSportsCars (parcial) (em francês)
- La Renault 17 Gordini sur RacingSportsCars (parcial) (em francês)